# Bita
Sílvio Tasso Lasalvia, mais conhecido como Bita (Olinda, 11 de agosto de 1942 — Recife, 27 de outubro de 1992), foi um futebolista brasileiro que atuou como atacante e jogou por clubes como Náutico, Nacional do Uruguai e Santa Cruz, mas fez história e é ídolo da equipe alvirrubra, onde é um dos jogadores que mais atuou pela equipe e é o maior artilheiro da história do clube.

## Carreira

### Náutico
Iniciou sua carreira futebolística nas divisões de base no Náutico, com apenas 20 anos de idade. O jovem atleta que também era irmão de outro jogador do clube, Nado, se destacava dentro de campo com a camisa alvirrubra, tanto que era chamado "Garoto de Ouro". Com ótimas apresentações nas divisões de base e demonstrando muita técnica e raça em campo, não demorou muito para ainda em 1962 o olindense ser integrado ao elenco principal do Náutico, no mesmo ano Bita marcou o seu primeiro gol como profissional, contra o São Raimundo-AM. Começava o primeiro dos 223 gol marcados nas duas passagens que teve pelo "Timbu" com 319 jogos.
Na sua primeira passagem pelo alvirrubro pernambucano, que durou de 1962 com sua estreia profissional até 1966, Bita conquistou nada menos que 10 títulos com a camisa do Náutico: 4 títulos estaduais consecutivos, feito único na época, além de outros 6 títulos a nível regional e inter-regional (a divisão geográfica do país e a usada pela CBD, renomeada CBF posteriormente, eram diferentes das atuais) além da artilharia em diversas competições, dentre elas, em 1965 e 1966 na Taça Brasil de Futebol, a competição nacional mais importante da época. Com Bita em campo e seus gols a equipe do Náutico era implacável, o atacante era pilar do maior e melhor time já formado na história do Clube Náutico Capibaribe, como também uma das maiores equipes já formadas na história do futebol nordestino. 
A década de ouro da equipe alvirrubra e o excelente desempenho de Bita nas quatro linhas se misturam, a projeção nacional do clube na época cuminol com o reconhecimento nacional do "Homem do Rifle", bem como o de grandes futebolistas como o melhor jogador da história do futebol. Pelé, em uma entrevista a um determinado programa, da TV Cultura, foi perguntado sobre os melhores times de futebol que ele já tinha visto jogar, de pronto ele respondeu: "o Cruzeiro de Tostão, o Palmeiras de Ademir da Guia e o Náutico de Bita".

### Nacional do Uruguai
Após conquistar o tetracampeonato estadual pelo Náutico em 1966 e ter sido artilheiro do campeonato brasileiro daquele ano, Bita troca o Brasil pelo Uruguai para defender o Nacional-URU em 1967. Pelo Bolso Bita atuou em 5 partidas, amistosos, Copa Libertadores e Campeonato Uruguaio, não chegou a marcar gols em sua passagem, e ainda no mesmo ano voltou para a equipe alvirrubra em pernambuco.

### Retorno ao Náutico
Com passagem rápida pelo Nacional-URU, Bita volta para dar sequência a mais dois títulos com a camisa do Náutico, em 1967 levou o clube a mais um título estadual, o pentacampeonato, feito único entre os clubes pernambucanos até então, além de mais um título inter-regional, o tricampeonato do norte e a melhor campanha da história do clube na Taça Brasil. Os alvirrubras de Bita eliminaram o Atlético Mineiro nas quartas de final e na semifinal passaram pelo Cruzeiro de Tostão, campeão da Taça Brasil na temporada anterior, a equipe pernambucana chegava na decisão após uma campanha incrível. Na final, o Náutico enfrentaria o Palmeiras de Ademir da Guia.
Infelizmente Bita não estava disponível para grande decisão do torneio e o Timbu por sua vez não ficou com a taça, o clube perdeu a partida de ida no Recife, mas conseguiu surpreender e vencer a equipe paulista em pleno Estádio Pacaembu forçando o jogo desempate no Maracanã, porém a equipe alvirrubra acabou por ser vencida novamente, o alento foi a classificação para a disputa da Copa Libertadores da América do ano seguinte, o Náutico seria a primeira equipe do estado a disputar a competição.
O ano de 1968 marcaria o final da passagem histórica de Bita no Náutico, a essa altura o jogador já era o grande ídolo de uma geração, foi então que na disputa da final do campeonato pernambucano de 1968, Bita e o Náutico se tornavam hexacampeão, feito esse jamais alcançado até os tempos de hoje por uma equipe pernambucana. Título esse comemorado por todos torcedores do clube, pois o "Timbu" é o único clube de pernambuco a possuir essa conquista.

### Santa Cruz
Após conquistar o hexacampeonato pernambucano pelo Náutico, Bita se transferiu para o arquirrival o Santa Cruz. No tricolor do Arruda conquistou os estaduais de 69, 70, 71 e 72, tornando-se decacampeão pernambucano (6 vezes seguidas pelo Náutico e 4 pelo Santa Cruz). Após o título de 1972 e com duas lesões nos dois joelhos, Bita aos 30 anos de idade e com apenas onze anos de carreira profissional, abandona o futebol.

### Vida Pessoal
Após pendurar as chuteiras e se aposentar do futebol, trabalhou como vendedor de medicamentos e foi assessor de uma empresa no Recife, viveu de maneira tranquila e familiar até seus últimos dias de vida, deixando uma história marcante e um legado para o futebol. 
Apontado como o causador do seu falecimento, o futebol é visto como a razão da morte precoce do ex-jogador. Um câncer nos seios da face o vitimou. Sua esposa relembrou o ocorrido em entrevista a UOL: "[...]A bola veio baixa pra ele, ele tinha que abaixar a cabeça. Aí o Donald, um jogador do Sport, chutou o rosto dele e ele teve um afundamento da face, teve que fazer cirurgia. Com o tempo, ele operou, mas naquela época não se pedia biopsia para tudo. E ele começou a ter coriza. Eu falei, `vá ao médico´. E ele não foi. Aquilo foi piorando. Quando identificou, já estava comprometido. Acabou falecendo em 27 de outubro de 1992 [...]"

## Títulos
Náutico
- Taça Brasil - Zona Norte-Nordeste: (1965, 1966 e 1967)
- Grupo Norte da Taça Brasil: (1964 e 1965)
- Copa dos Campeões do Norte: (1966)
- Torneio Centenário de Campina Grande: (1964)
- Campeonato Pernambucano: (1963, 1964, 1965, 1966, 1967 e 1968)
- Torneio Início de Pernambuco: (1962, 1963, 1964, 1965)

Santa Cruz
- Campeonato Pernambucano: (1969, 1970, 1971, 1972, 1973)
- Torneio Início de Pernambuco: (1969, 1971, 1972)

## Artilharias
Náutico
- Campeonato Pernambucano: artilheiro de 1964 com 24 gols.
- Campeonato Pernambucano: artilheiro de 1965 com 22 gols.
- Campeonato Pernambucano: artilheiro de 1966 com 20 gols.
- Campeonato Brasileiro (Taça Brasil): artilheiro de 1965 com 9 gols.
- Campeonato Brasileiro (Taça Brasil): artilheiro de 1966 com 10 gols.
- Campeonato Brasileiro (Taça Brasil): vice-artilheiro de 1967 com 8 gols
- Copa dos Campeões do Norte: artilheiro de 1966 com 23 gols
- Taça Norte: artilheiro de 1965 com 14 gols.
- Taça Norte: artilheiro de 1966 com 15 gols.
- Taça Norte: artilheiro de 1967 com 12 gols

## Prêmios
Além de muitos prêmios como artilheiro de competições que participou pelo Timbu, Bita conquistou o Prêmio Belfort Duarte em 1972, honraria destinada aos jogadores disciplinados. Embora na ocasião defendesse o Santa Cruz.

## Curiosidades
- Num dos maiores jogos do Náutico, em 1966, Bita marcou quatro gols na vitória de 5–3 sobre o Santos de Pelé no Pacaembu.
- O goleiro do Santos nunca tinha tomado mais de 2 gols de um mesmo jogador em uma mesma partida, Bita em decisão pela Taça Brasil aplicou 4 gols dos 5 na vitória para o Náutico por 5–3.
- Filho do italiano Tommaso Lasalvia, Bita era irmão de José Rinaldo Tasso Lasalvia (1938-2013), conhecido como Nado.
- Segundo os dados de Carlos Celso Cordeiro, Bita é disparado o recordista vestindo apenas uma camisa no estado. No Náutico, o “Homem do Rifle” balançou as redes em 223 oportunidades, presente em todos os títulos do hexacampeonato estadual, no mais forte esquadrão já formado em Rosa e Silva.
- Abandonou o futebol com apenas 30 anos de idade, devido a lesões nos dois joelhos.
- É o maior goleador de todos os tempos, do Náutico (onde jogou 319 partidas), com 223 gols.
- Durante 10 anos de atividade no futebol, nunca recebeu uma expulsão.
- Era conhecido como “Garoto de Ouro” e “Homem do Rifle”.
- Após aposentadoria do futebol, trabalhou como vendedor de medicamentos e assessor de uma empresa no Recife.[3]

### Mundo Bita: homenagem a ídolo do Náutico
Em entrevista realizada pelo UOL com os criadores do desenho Mundo Bita, o responsável pela escolha do nome explicou o porque e a sua relação com o jogador, que veio por meio da paixão de seu pai que torcia pelo Náutico assim como ele e que viu as atuações de Bita na década de 1960 e sempre falava dos feitos do "Homem do Rifle".
"O personagem nasceu para decorar o quarto da minha primeira filha. Quando a gente foi pensar, queria um nome fácil para a criançada e que, numa possível internacionalização do produto, fosse fácil de falar. E veio o nome do Bita. Meu pai é um grande torcedor do Náutico e tinha esse jogador, um grande ídolo do hexacampeonato. Meu pai sabia o time inteiro do Náutico nessa época e o craque do time era o Bita. Ele falava muito esse nome na minha casa. Sempre escalava o time do Náutico inteiro. Convivi por muito tempo com esse nome. Na hora, ele veio. Carismático, simpático e a gente adotou. É uma homenagem ao time do meu pai, meu também, porque herdei dele essa paixão. Mas o personagem em si não é necessariamente alvirrubro"